# Rattelschneck
Rattelschneck es el pseudónimo de dos caricaturistas alemanes que han trabajado para publicaciones como Titanic, Kowalski, junge Welt, Süddeutsche Zeitung, Frankfurter Allgemeine Zeitung, 11 Freunde o Die Zeit.

## Carrera
El nombre es una parodia del término inglés rattlesnake (serpiente de cascabel). En sus inicios Rattelschneck estaba formado por cinco personas, de las que solo quedan dos activas:  Marcus Weimer y Olav Westphalen. Se conocieron en la Escuela Superior de Bellas Artes de Hamburgo en 1986 cuando recibían clases de F. K. Waechter.  Según sus propias palabras:

Rattelschneck ist keine Person, sondern ein Kollektiv; gegründet als utopisches Projekt.
Rattelschneck no es una persona, sino un colectivo; se creó como un proyecto utópico.

Dibujan caricaturas y tiras cómicas con un humor absurdo muy característico.

### Personajes
Su personaje más famoso es Stulli, un bocadillo de Fleischsalat parlante. Apareció hasta 2012 en las tiras cómicas de título Stulli, das Pausenbrot que publicaba la revista satírica Titanic. Otros personajes son Rümpfchen (un hombrecito sin brazos ni piernas), los Skyfuckers, Wonderbra Bernd, Trompi der Elefant (Trompi el elefante) y Lebkuchen Jonny. Klaus Cäsar Zehrer compara a Stulli con Schnuffi, un personaje creado por Robert Gernhardt.

### Vida
Marcus Weimer reside en Berlín y escribe chistes para, entre otros, Olli Dittrich.  Olav Westphalen vive en Nueva York y sus esculturas y dibujos se han expuesto en distintas galerías internacionales y se han publicado en muchos libros. También es profesor de performance en Estocolmo.

## Premios
- Bernd-Pfarr-Sonderpreis (2007)

## Obra

### Exclusivamente de Rattelschneck
- Ich hab keine Bremse (1991)
- Dem weißen Häschen zwischen die Ohren (1994)
- Mehr Kundschaft (1995)
- Allein verreisen (1998)
- Das dicke Rattelschneck-Buch (2001)
- Männliche Strategien (2003)
- Architekturwitzzeichnungen (2003)
- Helden und Geschichten: Ein großes Rattelschneck-Buch (2009)

### Colaboraciones
- Marburganderlahnbuch (2004)
- Hier lacht der Betrachter (2005)
- Frankfurtmainbuch (2005)
- Welcome to Amerika (2008)

### Ilustraciones
- Christoph Drösser: Stimmt’s? Moderne Legenden im Test (2002)
- Wiglaf Droste: In 80 Phrasen um die Welt (2003)
- Wendy Northcutt: Die Darwin Awards für die skurrilsten Arten zu Tode zu kommen (2002)
- Christiane Tewinkel: Bin ich normal, wenn ich mich im Konzert langweile? (2005)
- Kester Schlenz: Bekenntnisse eines Säuglings (2013)
- Nikolaus Nützel:  Ihr schafft mich! Wie andere dein Leben bestimmen. Und wie du dein Leben selbst bestimmen kannst (2013)

### Exposiciones
- Helden und Geschichten. Calería Knoth & Krüger, Berlín-Kreuzberg (2010)